# IC 497
IC 497 ist eine linsenförmige Galaxie mit aktivem Galaxienkern vom Hubble-Typ S0-a im Sternbild Krebs auf der Ekliptik. Sie ist schätzungsweise 183 Millionen Lichtjahre von der Milchstraße entfernt und hat einen Durchmesser von etwa 45.000 Lichtjahren.
Im selben Himmelsareal befinden sich u. a. die Galaxien NGC 2535, NGC 2536, IC 493, IC 2230.
Das Objekt wurde am 2. März 1892 vom französischen Astronomen Stéphane Javelle entdeckt.